# زبان‌های کویری
زبان‌های کویری یا به‌طور مبهمی بیابانکی، گروهی از زبان‌های ایرانی شمال غربی هستند که در دشت کویر در مرکز ایران گفتگو می‌شوند.
زبان‌های کویر عبارتند از: فروی (حدود ۵۰۰ سخنور)، گرمه‌ای (۱۰ سخنور)، خوری، مهرجانی و ایراجی (۶ سخنور).